# Chant des étudiants wallons
Ne doit pas être confondu avec Le Chant des Wallons.
Le Chant des étudiants wallons, parfois appelé Chant des wallons, est un chant du folklore estudiantin en Belgique. C'est un chant louvaniste attesté depuis 1913, en tant que chant des provinciales wallonnes. C'est ce chant qui fut par exemple chanté lors des commémorations qui ont eu lieu lors de l'annulation des 24 heures vélo de Louvain-la-Neuve 2016,,. 

## Paroles
Que jusque tout au bord

L'on remplisse nos verres,

Qu'on les remplisse encore

De la même manière,

Car nous sommes les plus forts

Buveurs de blonde bière,

Refrain : 
Car nous restons,

De gais wallons,

Dignes de nos aïeux nom de Dieu,

Car nous sommes comme eux nom de Dieu,

Disciples de Bacchus et du roi Gambrinus  
Nous ne craignons pas ceux

Qui dans la nuit nous guettent,

Les Flamands et les gueux (originellement, "Les pandores affreux")

À la taille d'athlètes,

Ni même que les cieux

Nous tombent sur la tête,

Refrain
Nous assistons aux cours

Parfois avec courage,

Nous bloquons certains jours

Sans trop de surmenage,

Mais nous buvons toujours

Avec la même rage,

Refrain
Quand nous fermerons l'œil

Au soir de la bataille,

Pour fêter notre deuil,

Qu'on fasse une guindaille

Et pour notre cercueil

Qu'on prenne une futaille,

Refrain
Et quand nous paraîtrons

Devant le grand saint Pierre,

Sans peur nous lui dirons :

« Autrefois sur la terre

Grand Saint nous n'aimions

Que les femmes et la bière ! »

Refrain
Et quand nous serons pleins

Nous irons jusqu'en Flandres

Armés de gros gourdins

Pour faire un bel esclandre

Et montrer aux Flamins

Comment ç'qu'on sait les prendre,

Refrain
Puisque ces calotins

Nous abreuvent d'injures,

Qu'on leur dise en latin

L'horreur de leur pâture,

Des moines, des sacristains

Et des Saintes Écritures,

Refrain